# شهرداری کوزجه
شهرداری کوزجه (به لاتین: Municipality of Kozje) یک منطقهٔ مسکونی در اسلوونی است که در اسلوونی واقع شده‌است. شهرداری کوزجه ۸۹٫۷ کیلومتر مربع مساحت و ۳٬۱۰۲ نفر جمعیت دارد.